# Desmodillus auricularis
Desmodillus auricularis (Smith, 1834) è un roditore della famiglia dei Muridi, unica specie del genere Desmodillus (Thomas & Schwann, 1904), diffuso nell'Africa meridionale.

## Descrizione

### Dimensioni
Roditore di piccole dimensioni, con la lunghezza della testa e del corpo tra 86 e 129 mm, la lunghezza della coda tra 70 e 98 mm, la lunghezza del piede tra 21 e 29 mm, la lunghezza delle orecchie tra 10 e 14 mm e un peso fino a 82 g.

### Caratteristiche craniche e dentarie
Il cranio presenta delle creste sopra-orbitali ben sviluppate, enormi bolle timpaniche e delle placche zigomatiche brevi. Sono presenti quattro grandi fori palatali. Gli incisivi superiori sono lunghi, sottili e attraversati da un solco longitudinale superficiale.
Sono caratterizzati dalla seguente formula dentaria:

### Aspetto
Il corpo è tozzo e ricoperto da una pelliccia fine, soffice e densa. Le parti dorsali variano dall'arancione-brunastro al bruno fulvo, la base dei peli è grigia, mentre le parti ventrali, il mento e la gola sono bianchi. La testa è grande, il muso è largo, gli occhi sono grandi, le vibrisse sono lunghe e nere. Le orecchie sono piccole, ovali e rosate. È presente una distintiva macchia bianca dietro ognuna di esse, mentre sono presenti delle macchie meno visibili sopra e sotto ogni occhio. Gli arti sono corti e tozzi, il dorso dei piedi è ricoperto da corti peli biancastri. Le zampe anteriori hanno quattro dita, i piedi cinque, la pianta di quest'ultimi è ricoperta di peli. La coda è più corta della testa e del corpo, è dello stesso colore del dorso ed è priva di un ciuffo all'estremità. Le femmine hanno due paia di mammelle pettorali e due paia inguinali. Il numero cromosomico è 2n=52.

## Biologia

### Comportamento
È una specie notturna e terricola, ma non adattata specificatamente per il salto. Le tane sono semplici, non più lunghe di 2 metri e con caratteristiche entrate verticali. Probabilmente non è sociale.

### Alimentazione
Si nutre di semi d'erba, d'arbusti e di alberi, che vengono immagazzinati all'interno delle tane. Si nutre anche di insetti, come le locuste e le cavallette.

### Riproduzione
Le femmine partoriscono 1-7 piccoli più volte l'anno, dopo una gestazione di 21 giorni. Alla nascita pesano 4 grammi, aprono gli occhi dopo 22 giorni e vengono svezzati dopo 33 giorni.

## Distribuzione e habitat
Questa specie è diffusa nell'Africa meridionale, dall'Angola sud-occidentale, Namibia, Botswana fino alle province sudafricane del Capo Settentrionale, Capo Occidentale, Capo Orientale, Nordovest, Free State e Limpopo settentrionale.
Vive nelle zone ghiaiose aride e in aree di sabbia indurita. Non è presente invece nelle dune sabbiose.

## Conservazione
La IUCN Red List, considerato il vasto areale e la popolazione numerosa, classifica D.auricularis come specie a rischio minimo (Least Concern).